# Banco Urquijo
El Banco Urquijo, S. A. fue un banco privado español fundado en 1870 en Madrid. Fue uno de los bancos con mayor tradición del mercado financiero español, estando muy ligado al desarrollo industrial del país durante buena parte del siglo xx. Tras la compra de Banco Urquijo por parte de Banco Sabadell, se creó la marca SabadellUrquijo con la que actualmente opera Banco Sabadell en el sector de rentas altas y grandes patrimonios.

## Historia
En sus orígenes, el Banco Urquijo fue una sociedad colectiva fundada por Juan Manuel Urquijo Urrutia y José de Ortueta y Gorostiza en 1870. Esta sociedad experimentó diversas transformaciones dando lugar el 1 de enero de 1918 a una nueva entidad financiera denominada Banco Urquijo, con cincuenta millones de pesetas de capital social y la finalidad de servir a los intereses de la industria nacional.
Desde su nacimiento el banco fue un emprendedor industrial, participando en la creación de empresas en diversos ámbitos económicos: la Sociedad Ibérica del Nitrógeno, la Sociedad Española de Fabricaciones Nitrogenadas, los Altos Hornos de Vizcaya, la Compañía Española de Penicilina y Antibióticos, la Hidroeléctrica de Cataluña, la Unión Eléctrica Madrileña, la Sociedad Ibérica de Automóviles de Turismo, etc. El Banco Urquijo estuvo igualmente muy ligado a la minería: intervino en la creación de la Compañía Española de Minas de Río Tinto, que controlaba la cuenca minera de Riotinto-Nerva; y de la Compañía Andaluza de Minas, a cargo de las minas de Alquife. Más adelante también ostentó una participación importante en el grupo Unión Explosivos Río Tinto.
El 1 de agosto de 1980, Manuel de la Sierra y Torres, marqués consorte de Urquijo y consejero del Banco Urquijo, fue asesinado en su casa de Somosaguas.

### Fusión con Sabadell
En abril de 2006, Banco Sabadell llegó a un acuerdo con el grupo belga KBC Group para la compra del 99,74% del capital social de Banco Urquijo. La operación de compraventa estuvo valorada en 760 millones de euros. Unos meses después, en julio, se hizo efectiva dicha compra.
El 15 de diciembre de 2006 se produjo la baja de la entidad en el Registro Oficial de Entidades del Banco de España debido a la fusión por absorción de Banco Urquijo por parte de Banco Sabadell. El 19 de febrero de 2007 Sabadell Banca Privada, S.A. cambió su denominación por la de Banco Urquijo Sabadell Banca Privada, S.A. El 23 de febrero de 2012, el consejo de administración de Banco Sabadell acordó la fusión por absorción de la entidad Banco Urquijo Sabadell Banca Privada, S.A. que, a pesar de ser propiedad al 100% de Banco Sabadell, todavía constaba como entidad independiente y tenía su propio consejo de administración. El 21 de mayo de 2012 se produjo dicha fusión por absorción.